# Castelcanafurone
Castelcanafurone è una frazione del comune di Ferriere, in provincia di Piacenza. La frazione è composta da tre centri abitati: Lovetti, Canafurone e Marchi.

## Geografia fisica

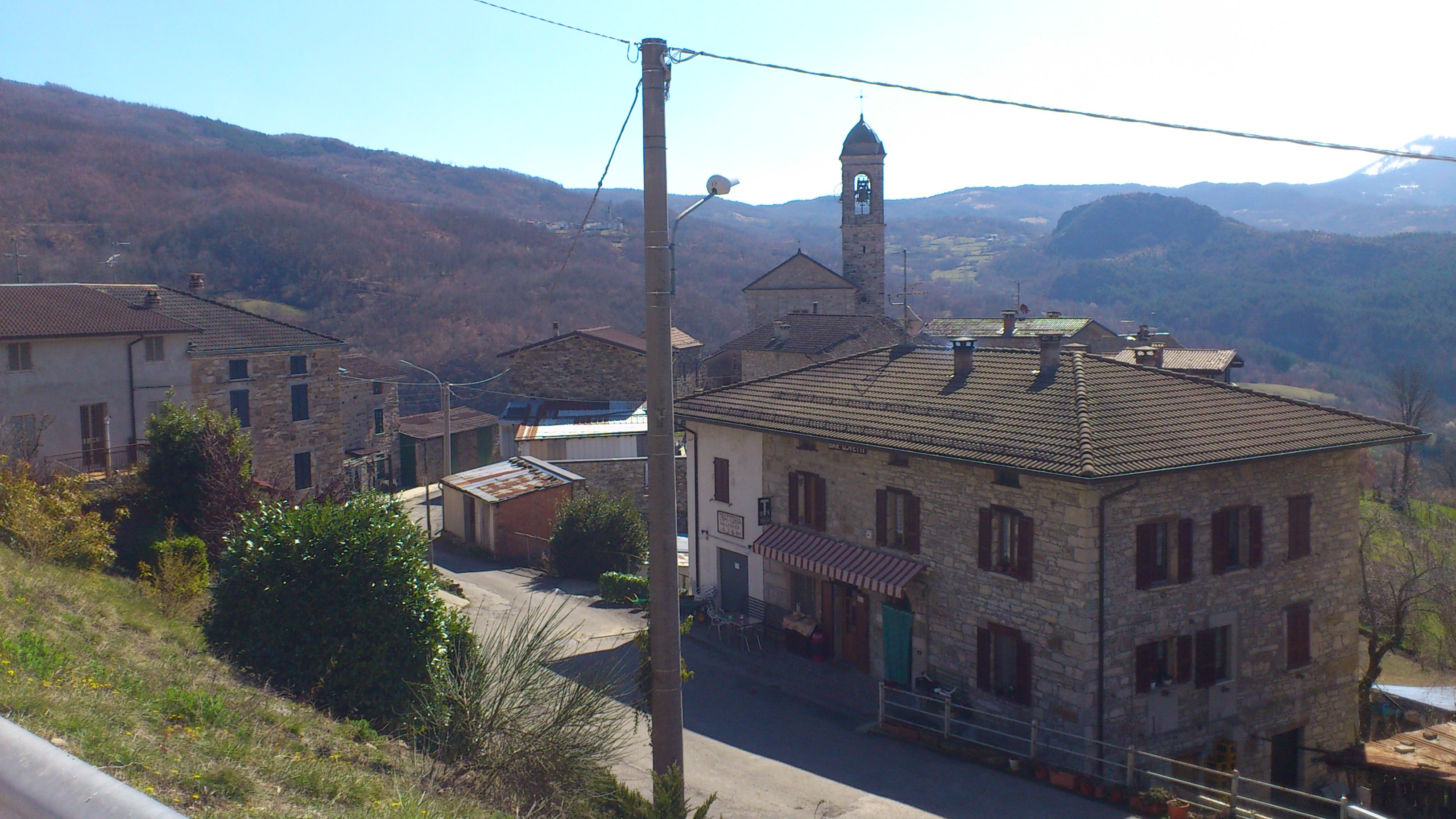
Veduta di Castelcanafurone

Castelcanafurone si trova in val d'Aveto, nell'Appennino ligure a 837 m s.l.m., sul versante sud del monte Liscaro. Nei pressi della frazione scorre il Rio Grande, affluente di destra dell'Aveto.
Ad ovest della frazione si trova la rupe del Groppone dell'Orso, conosciuto anche come Gratra, sulla quale è posta una pineta ed il santuario del castello del Gratra.

## Storia
Nel 1257, sulla rupe del Gratra, venne edificato un castello, chiamato castello di Pescremona, di proprietà in seguito, della famiglia Balbi. Fino al iCnquecento il castello fu il centro amministrativo principale della zona della media val d'Aveto. Nel XVI secolo si assistette al crollo del castello, i cui resti saranno successivamente riutilizzati per la costruzione della chiesa parrocchiale.
Con la creazione dei comuni in seguito alle riforme napoleoniche Castelcanafurone, così come le vicine Curletti e Brugneto, entrò a far parte del comune di San Giovanni che, in seguito, aggregato con il comune di Borgo San Bernardino, sarebbe diventato il comune di Bettola.
Attorno al 1830 Castelcanafurone contava 172 abitanti.
Nel 1853, insieme alle frazioni di Ciregna, Solaro, Brugneto, Curletti e Grondone, venne distaccato dal comune di San Giovanni e aggregato al comune di Ferriere.
Fino al 1864 la chiesa arcipretale di Castelcanafurone estendeva la sua giurisdizione anche sulla chiesa della vicina frazione di Curletti.
Negli anni '30 del Novecento gli abitanti erano saliti a 233.

## Monumenti e luoghi d'interesse
- Chiesa di Santa Maria Assunta: costruita alla fine del XIX secolo e consacrata nel 1913, sulla preesistente chiesa parrocchiale le cui origini risalgono almeno al Seicento, presenta una facciata in pietra a vista con un unico portale di accesso. Sul lato destro della costruzione è presente il campanile su tre ordini, anch'esso in pietra a vista[9].
- Santuario di Santa Maria del Castello del Gratra, costruita a partire dal XIII secolo sulla rupe del Gratra, sui resti del castello, di cui rimangono sono visibili alcune tracce dei muri perimetrali[5]. Della costruzione originale rimane il corpo absidale, in stile romanico, mentre altre parti dell'edificio sono state successivamente rimaneggiate. All'interno sono conservati degli affreschi opera del pittore Lazzaro Cucherla, risalenti al 1522. La chiesa è stata abbandonata a partire dal 1915, per, poi, venire ristrutturata a partire dal 1972 grazie all'impegno di don Aldo Castagnoli[10].

## Infrastrutture e trasporti
La frazione è posta lungo la strada provinciale 50 del Mercatello che permette il collegamento, tramite l'omonimo passo, con la val Nure, dove è posto il capoluogo comunale, e con il fondovalle del Trebbia a Marsaglia di Corte Brugnatella.